# Hardtopbåt

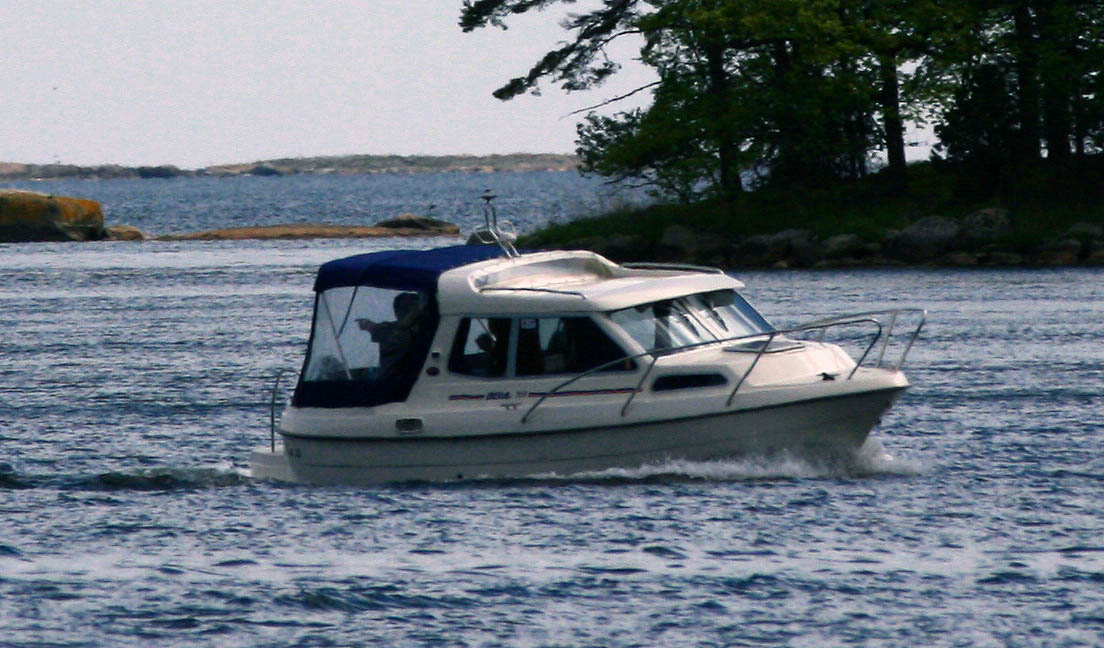
En hardtop med kompletterande kapell.

En hardtopbåt eller bara hardtop är en motorbåt som är delvis täckt i fören, ungefär halva båtlängden. Hardtopbåtar är oftast utrustade med utombordsmotor.